# Пентадекан
Пентадека́н — ациклический углеводород (алкан) линейного строения, содержащий только одиночные связи. Имеет химическую формулу C15H32 или CH3—(CH2)13—CH3.

## История
Пентадекан впервые был получен реакцией восстановления пентадециловой кислоты йодистым водородом и фосфором.

## Физические свойства
Пентадекан — бесцветная жидкость. Не растворяется в воде, растворяется в этаноле и эфире.
| Температура кипения при пониженном давлении (°С) | Температура кипения при пониженном давлении (°С) | Температура кипения при пониженном давлении (°С) | Температура кипения при пониженном давлении (°С) | Температура кипения при пониженном давлении (°С) | Температура кипения при пониженном давлении (°С) |
| 1 мм                                             | 10 мм                                            | 40 мм                                            | 100 мм                                           | 400 мм                                           | 760 мм                                           |
| ------------------------------------------------ | ------------------------------------------------ | ------------------------------------------------ | ------------------------------------------------ | ------------------------------------------------ | ------------------------------------------------ |
| 93                                               | 136                                              | 168,7                                            | 195,0                                            | 243,4                                            | 270,6                                            |

## Биологическая роль
Наряду с такими углеводородами, как тридекан и ундекан содержится в феромоне «тревоги» в выделениях муравьёв.
Как и тридекан или тетрадекан, участвует в реакции биодеградации. При этом эта реакция может выступать в качестве основного способа выведения алканов из организма.

## Применение
- Компонент вазелинового масла, вазелина.
- Применяется как органический растворитель (ТУ 6-09-3689-74).